# Какаду малий
Какаду малий (Cacatua sanguinea) — вид папугоподібних птахів родини какадових (Cacatuidae).

## Поширення
Вид поширений на значній частині Австралії та на півдні Нової Гвінеї. Уникає спекотних пустель та густих тропічних лісів.

## Опис
Птах завдовжки 35-41 см, вагою — 370—630 г. Основне оперення білого кольору, деякі пера на голові, грудях та спині мають рожеву основу. Пір'я навколо основи дзьоба світло-червоне. Очне кільце неоперене, сіро-синього кольору. Нижня частина крил і хвоста світло-жовті. Дзьоб і лапи світло-сірого кольору.

## Поведінка
Живе у відкритих лісах, буші, рідколіссях, степах і напівпустелях неподалік води. Трапляється невеликими зграями. Активний вдень, а вночі та у спекотну обідню пору ховається в кроні дерев. Всеїдний птах. Живиться плодами, горіхами, насінням, квітами, комахами та їхніми личинками тощо. Гніздовий сезон припадає на травень-жовтень. Гнізда влаштовує в дуплах евкаліптів, на висоті 3-12 м. Гніздиться колоніями. У кладці — 3-4 яйця. Висиджують обидва батьки почергово. Пташенята вилуплюються приблизно через 25-26 днів, оперяються і вилітають з гнізда приблизно в 2-місячному віці, але ще близько місяця батьки за ними доглядають.